# Elecciones parlamentarias de Hungría de 1971
Las elecciones parlamentarias se llevaron a cabo en la República Popular de Hungría el 25 de abril de 1971.  Como en todas las elecciones durante dicho régimen, a los votantes se les entregaba una lista única con candidatos del Partido Socialista Obrero Húngaro, y algunos candidatos independientes pro-comunistas. El Partido de los Trabajadores Húngaros obtuvo 224 escaños, mientras que los 128 restantes fueron para los candidatos independientes.

## Resultados
| Partido                            | Votos     | %    | Escaños | +/– |
| ---------------------------------- | --------- | ---- | ------- | --- |
| Partido Socialista Obrero Húngaro  | 7.189.125 | 99.0 | 224     | -35 |
| Independientes                     | 7.189.125 | 99.0 | 128     | +38 |
| En Contra                          | 68.996    | 1.0  | –       | –   |
| Votos en blanco/anulados           | 76.797    | –    | –       | –   |
| Total                              | 7.334.918 | 100  | 352     | +3  |
| Votantes registrados/participación | 7.432.420 | 98.7 | –       | –   |